# Bitwa pod Boruszkowcami
Bitwa pod Boruszkowcami miała miejsce 14 czerwca 1792 roku podczas wojny polsko-rosyjskiej 1792 pod Boruszkowcami.
Książę Józef Poniatowski wyruszając spod Lubaru do Połonnego wysłał tabor z żywności  boczną drogą na Boruszkowce. 14 czerwca przednia straż rosyjska licząca 5 tys. żołnierzy napadła na tabor i ariergardę wojska polskiego liczącą 1800 żołnierzy pod wodzą Michała Wielhorskiego. Polacy stracili tabor lecz swoją postawą uniemożliwili połączenie się dwóch rosyjskich korpusów, a tym samym oskrzydlenia armii polskiej.